# Leif Fagernäs
Leif Richard Fagernäs (* 2. Januar 1947 in Oulu) ist ein finnischer Diplomat.

## Leben
Fagernäs trat 1972 in den auswärtigen Dienst Finnlands ein. Er war als finnischer Generalkonsul in Frankfurt am Main eingesetzt. Im finnischen Ministerium für auswärtige Angelegenheiten arbeitete er als Unterstaatssekretär für Handelspolitik. Er wurde dann 2001 finnischer Botschafter in Deutschland. Das Amt hatte er bis 2004 inne. Später wurde er Hauptgeschäftsführer des Hauptverbandes der Finnischen Wirtschaft.